# 강성구
강성구(姜成求, 1940년 9월 12일 ~ )는 대한민국의 언론 출신 정치인이다. 제16대 국회의원을 지냈다.

## 학력
- 남양국민학교 졸업
- 남양중학교 졸업
- 남양고등학교 졸업
- 고려대학교 농경제학과 학사

## 주요 경력
고려대학교 농경제학과를 나온 후 일본 도쿄 대학 객원연구원을 지내고 1966년에 문화방송 입사를 하여 MBC 해설위원(1976년), MBC 보도부국장(1981년), MBC 보도국장(1985년), MBC 해설주간 등을 지냈다. 해설주간 시절 MBC 뉴스데스크를 진행하여 40%에 육박한 시청률을 기록하였으며, 1993년 3월 17일부터 1996년 6월 15일까지 문화방송 사장을 3년간 지냈다.
그 후 1996년 8월에 새정치국민회의 입당을 하였으며, 결국 새천년민주당 창당에도 참가하여 2000년 새천년민주당 공천으로 16대 총선에 출마해 당선되었으나 2002년 2월에 새천년민주당 탈당을 하여 무소속 국회의원 전향 9개월 후 2002년 11월 제16대 대통령 선거를 앞두고 노무현, 정몽준 후보의 단일화를 구실로 《후보단일화추진협의회》(약칭 후단협)를 결성한 뒤 후단협 동료들과 함께 한나라당에 입당하여 철새 정치인이라는 비판을 받았으며, 2004년 3월 12일 노무현 대통령 탄핵 소추안에 찬성표를 던지기까지 해 총선시민연대로부터 낙천·낙선 대상에 오른다.
결국 총선시민연대의 낙선운동으로 인해 2004년 4월 15일의 제17대 총선에서 열린우리당의 안병엽 후보에게 대패하여 한나라당을 탈당하고 정계를 떠나게 되었다. 13년 후 2017년 2월에 바른정당 전임고문을 잠시 지내다가 결국 2017년 4월 30일을 기하여 바른정당 탈당을 한 것 이외에는 정치 분야가 아니라 야인으로 지내고 있다.

## 역대 선거 결과
|  | 42.28% |

|  | 38.30% |

## 소속 정당
| 소속 정당 | 소속 정당      | 소속 기간 | 비고           |
| --------- | -------------- | --------- | -------------- |
|           | 새정치국민회의 | 1996~2000 | 정계 입문      |
|           | 새천년민주당   | 2000~2002 | 합당           |
|           | 무소속         | 2002      | 합당           |
|           | 한나라당       | 2002~2005 | 입당           |
|           | 무소속         | 2005~2017 | 탈당 정계 은퇴 |
|           | 바른정당       | 2017~2018 | 입당           |
|           | 무소속         | 2018~현재 | 탈당           |

## 수상 경력
- 방송대상보도상
- 올해의 장한 고대언론인
- 국민훈장 목련장

## 같이 보기
- 도청장치 방송사고
- 오산시·화성군
- 오산시의 국회의원
- 화성군의 국회의원